# Hyagnis bimaculatus
Hyagnis bimaculatus là một loài bọ cánh cứng trong họ Cerambycidae.